# Madzsar Károly
Madzsar Károly (Sátoraljaújhely, 1855. április 30. – Kassa?, 1925 decembere) jogi doktor, királyi ítélőtáblai bíró, szakíró, Madzsar János testvéröccse.

## Élete
Madzsar György iparos és Szopkovics (Szopkovits) Mária polgári szülők fia. Középiskoláit Szatmárt, Sátoraljaújhelyen és Sárospatakon, a jog- és államtudományi tanfolyamot a budapesti egyetemen végezte, ahol 1879-ben jogi doktorrá avatták. Az ügyvédi vizsgát 1881-ben tette le, és Sátoraljaújhelyen folytatott pár évi ügyvédi gyakorlat után államszolgálatba lépett. 1883-ban a királyi igazságügyi minisztériumba fogalmazó gyakornokká, 1884-ben a zilahi királyi törvényszékhez jegyzővé, 1886-ban aradi királyi alügyésszé, 1890-ben temesvári királyi törvényszéki bíróvá, 1894-ben az ottani királyi ítélőtáblához elnöki titkárrá, 1898-ban pedig a kassai királyi ítélőtáblához bíróvá nevezték ki, amely állásban, mint a büntetőtanács tagja működött. 
1893. július 6-án Debrecenben feleségül vette Unger Irmát (született Szatmár, 1871. február 9.), egyik esküvői tanújuk testvére, Madzsar János gimnáziumi tanár volt.   Felesége 31 évesen, 1903. február 2-án hunyt el Budapesten.
Madzsar Károly társadalmi téren is közmegbecsülésben állott Kassán, mely városhoz annyira ragaszkodott, hogy bár gyermekei és rokonai Magyarország területén éltek, az új állam megalakulásakor Kassára vonult nyugdíjba. Később is részt vett a városi közösségi életben. A Kispipa vendéglő törzsasztalainak népszerű alakja volt és a Polgári Kaszinót rendszeresen felkereste. Élete vége felé szélhűdés érte. 71 éves korában hunyt el.
Gyermekei: dr. Madzsar Károly sátoraljaújhelyi városi főorvos, Madzsar Ilona és Madzsar Lujza.
A Szilágyba és az Arad és Vidékébe írt tárcacikkeket.

## Munkája
- Utmutató a sommás egységi és fizetési meghagyás eljárásban, valamint a sommásról szóló törvénynyel a rendes eljáráson tett módosításokban, birák és ügyvédek számára. Segédkönyv a perjogi ujítások tanulmányozására és a források tételeinek kikeresésére. Kiadja a temesvári jogászegylet. Temesvár, 1895.